# Дніпро (Черкаси)
«Дніпро́» — український футбольний клуб з міста Черкаси. Заснований 9 травня 1955 року. Припинив своє існування 21 травня 2009 року, втім восени 2018 року команда була відроджена і 2020 року знову отримала професійний статус.

## Історія

### Колишні назви
- «Буревісник» (1955—1956),
- «Колгоспник» (1957—1966),
- «Дніпро» (1967—1972),
- «Граніт» (1973—1974),
- «Дніпро» (1975—1996),
- ФК «Черкаси» (1997—2004).
- «Дніпро» (2004—2009, з 2018).

### Утворення і становлення (1955—1957)
У січні 1954 року була утворена Черкаська область, що дало новий поштовх розвитку футболу регіону. 1955 року в Черкасах була створена команда «Буревісник», яка стартувала з другого кола першості УРСР серед колективів фізкультури, замінивши іншу черкаську команду — «Динамо», що займала останнє місце у своїй групі. Втім змінити турнірне становище колективу не вдалося, черкащани фінішували на останньому восьмому місці серед восьми команд.
У наступному сезоні «Буревісник» знову взяв участь в аматорській першості республіки, де виступив вже більш впевнено, посівши підсумкове 2 місце в своїй зоні. Крім того, команда стала чемпіоном і володарем Кубка Черкаської області, а також переможцем першості Центральної ради спортивного товариства «Буревісник», що проходив на Закарпатті, де у фіналі з рахунком 5:3 обіграла місцеву команду з Мукачева.
У 1956 році колектив провів кілька товариських матчів з провідними командами СРСР: ЦБРА, якому поступився з рахунком 1:5 і московським «Торпедо», але і цей поєдинок черкащани програли з рахунком 1:3.
У 1957 році команда стала представляти Сільське спортивне товариство, отримавши нову назву — «Колгоспник» і нового тренера, колишнього гравця різних черкаських колективів, Франца Атбаш'яна. Як і в попередньому сезоні, черкащани посіли 2 місце у своїй групі Республіканської першості серед команд КФК, стали переможцями чемпіонату та володарями Кубка Черкаської області. Не обійшлося і без поєдинків з найкращими командами країни. 25 травня та 9 листопада черкащани двічі зіграли товариські матчі проти київського «Динамо», поступившись обидва рази досвідченому супернику з рахунком 1:3.

### Клас «Б» і Кубок СРСР (1958—1970)
У 1958 році «Колгоспник» отримав статус команди майстрів і вперше в історії Черкаського футболу стартував у чемпіонаті СРСР класу «Б», другому дивізіоні країни. Дебют команди, яку очолив відомий у минулому захисник київського «Динамо» Абрам Лерман, відбувся 20 квітня у виїзному поєдинку проти дніпродзержинського «Хіміка», що завершився нічийним результатом 1:1. Перший гол команди в чемпіонатах СРСР забив Давид Городецький. 11 травня 1958 року команда провела свій перший офіційний матч на новому стадіоні у Черкасах, програвши гостям із сімферопольського «Авангарду» 0:1. Дебютний сезон серед команд майстрів «Колгоспник» завершив на 13 місці. У цьому ж році колектив провів кілька важливих товариських поєдинків, зігравши свій перший міжнародний матч, в якому здобув перемогу над польською командою АЗС з міста Карчев з рахунком 4:0, а також провів зустріч з другою збірною СРСР, якій поступився 0:2. Ще один дебют для Черкаської команди відбувся в турнірі на Кубок СРСР, де 4 липня 1958 року «Колгоспник» зустрівся в Дніпродзержинську з місцевим «Хіміком», обігравши суперника з рахунком 2:1, завдяки двом голам забитих з пенальті В'ячеславом Мітіним. На наступному етапі черкащани здобули перемогу над командою «Ракета» з Горького — 2:1 і лише в півфіналі зонального кубкового турніру, поступилися дніпропетровському «Металургу» 0:1.
Сезон 1959 року видався найуспішнішим в радянській історії черкаської команди. У першості класу «Б» «Колгоспник» посів досить високе 4 місце. У цьому ж році колективу з Черкас довірили захищати честь країни на 4 міжнародних сільських іграх молоді, що проходили в Болгарії. Підопічні Лермана і його помічника Атбаш'яна, по черзі обіграли команди Румунії (6:0), НДР (1:0) та Польщі (4:0). У фіналі був переможений колектив господарки змагань, Болгарії (4:1). Переможцями ігор стали футболісти: І.Хаткевич, А.Гончаров, І.Кобилочний, М.Федорков, Т.Урбанський, Д.Городецький, В.Марков, І.Терлецький, К.Попандопуло, М.Вульфович/Табаков, Б.Соколов, Л.Яровий, Л.Варга.
Надалі, виступаючи в класі «Б», черкащани особливих успіхів не добивалися, стабільно займаючи місця в середині турнірної таблиці. Лише в 1967 році, перейменований в «Дніпро», колектив під керівництвом старшого тренера Франца Атбаш'яна, боровся за високі місця, але в підсумку фінішував лише на шостій позиції. В іграх за Кубок СРСР найбільш успішним був сезон 1961 року. Колектив Миколи Заворотного, який змінив на тренерському містку Лермана, пробився через ігри зонального етапу і вийшов в 1/32 фіналу, де в гостьовому поєдинку, завдяки голу Михайла Вульфовича, зумів обіграти кутаїське «Торпедо». Але в 1/16 фіналу «Колгоспник», в напруженому поєдинку поступився ленінградському «Зеніту» 0:1 і змушений був зійти з дистанції. У розіграші кубкового турніру 1962 року, команда стартувала з перемоги над чернівецьким «Авангардом» 1:0 і на наступному етапі зустрілася з дніпропетровським «Дніпром». Основний і доданий час поєдинку закінчився нічиєю 1:1. Згідно регламенту, довелося проводити додатковий поєдинок. Але і він не виявив переможця, основний і додатковий час завершився з тим же результатом, що і в першому матчі. Командам нічого не залишалося, як через кілька днів грати втретє. Чергова зустріч суперників знову не виявила переможця — 0: 0. У підсумку переможця довелося визначати за допомогою жереба, який виявився вдалим для черкаської команди. На наступному етапі «Колгоспник» обіграв одноклубників з Полтави 2:0 і лише на півфінальній стадії зонального кубкового турніру змушений був зійти з дистанції, поступившись «Суднобудівнику» 1:3.

### Друга ліга СРСР (1971—1991)
З 1971 року чемпіонат СРСР з футболу серед команд майстрів проводився в новому форматі. Були створені Вища, перша і друга ліги. «Дніпро» взяв участь в українській зоні друголігового турніру. Першість команда провела вкрай невдало, фінішувавши на 24 місці серед 26 колективів і вперше, з 1958 року, позбулась статусу команди майстрів. У наступному сезоні дніпряни, під керівництвом Миколи Заворотного, який вчергове став біля керма команди, виступали в першості УРСР серед команд колективів фізкультури.
У 1973 році керівництвом області було ухвалено рішення відтворити в Черкасах сильний футбольний колектив, здатний боротися за високі місця в турнірах команд майстрів. В результаты команда «Дніпро», яка грала в аматорських змаганнях і представляла завод «Фотоприлад», отримала нову назву — «Граніт». На тренерський пост був запрошений колишній нападник київського «Динамо» та збірної СРСР Віталій Хмельницький, допомагати якому залишився колишній наставник Микола Заворотний. З різних міст республіки були запрошені футболісти, для фінансування задіяли підприємства черкаського регіону. Результат не змусив себе довго чекати: вже в сезоні 1973 року «Граніт» впевнено виступив в 4 зоні аматорського чемпіонату Республіки, посівши перше місце. У фінальному турнірі, розібравшись зі своїми суперниками, черкаська команда повернула собі місце серед команд майстрів.
У турнірі другої ліги «Граніт» відіграв набагато скромніше, фінішувавши лише на 16 місці. Наприкінці сезону навколо черкаської команди вибухнув скандал, пов'язаний з публікацією в газеті «Правда» фейлетону «Позолоти ніжку», де вказувалося на зловживаннях посадовими особами при фінансуванні команди і неспортивній поведінці самих футболістів. Після цього відбулися перевірки і висновки, «Граніт» позбавили місця в другій лізі, колектив розформували. Повернувся в Київ тренер Хмельницький, а футболісти розбіглися по іншим командам. При заводі «Фотоприлад» залишився тільки аматорський колектив, якому повернули колишню назву «Дніпро» і він продовжив грати в аматорській першості УРСР.
У 1977 році було ухвалено рішення повернути черкаській команді місце в другій лізі, де дніпряни виступали не надто вдало, переважно перебуваючи в зоні аутсайдерів. Певний зсув у грі команди почався після запрошення на посаду старшого тренера Віктора Жиліна, який зумів створити боєздатний колектив, одним з лідерів якого був, запрошений наставником з київського спортінтернату, молодий півзахисник Іван Яремчук. У сезоні 1982 року черкащани фінішували на 8 місці, що стало найкращим результатом за весь період виступів колективу у Другій лізі СРСР.
У 1983 році Жилін покинув Черкаси і «Дніпро» знову скотився в зону вильоту. У сезоні 1984 року команда виглядала безнадійним аутсайдером і за підсумками першості, зайнявши останню сходинку в турнірній таблиці, покинула другу лігу, продовживши виступи в аматорських змаганнях. Черговий підйом черкаської команди почався в 1987 році, з приходом на тренерський місток В'ячеслава Першина, під керівництвом якого «Дніпро» став переможцем першості Української РСР і отримав право знову представляти Черкаси в другій лізі, де команда і провела наступні сезони. 1991 рік став останнім в історії проведень союзних першостей. Черкащани посіли 18 місце в своїй зоні друголігового турніру і вже з наступного сезону стартували в першому незалежному чемпіонаті України.

### Виступи в чемпіонатах України (1992—2009)
У прем'єрному національному чемпіонаті України черкащани в першій лізі (група «А») виступили невдало, посівши лише 12 місце у групі, тому змушені були в наступному сезоні виступати у другій лізі. Ставши переможцем змагань серед команд другої ліги, за рік команда повернула собі право знову виступати у першій лізі. Повернення команди було сенсаційним, адже «Дніпро» блискуче розпочало чемпіонат і навіть було осіннім чемпіоном, але фінансові негаразди спонсора вплинули на підсумковий результат у другому колі — лише 6 місце. Поступово, впродовж трьох сезонів втрачаючи провідних гравців, команда перетворилась на аутсайдера змагань.
Ганебним був старт сезону 1996/97 років: в 10 проведених матчах — 10 поразок, різниця м'ячів 0-39. Честь футбольної команди врятувала потужна фінансова підтримка Черкаської продовольчої компанії на чолі з О. О. Гуріновичем, після чого команда змінила назву на ФК «Черкаси». У сезонах 1998/99 і 1999/00 «Черкаси» перебували за крок від вищої ліги, посівши 4 місце. У вищу лігу повинні були виходити 2 найкращих клуби, втім оскільки за регламентом фарм-клуби не можуть грати у одній лізі з основними командами, то чемпіон турніру, «Динамо-2», не міг підвищитись у класі, а «Торпедо» (Запоріжжя), що посіло третє місце, було оголошене банкрутом. В результаті виходити повинен був ФК «Черкаси», але команду змусили грати не передбачений у регламенті перехідний матч з івано-франківським «Прикарпаттям», програвши 1:3. У наступному сезоні команда посіла третє місце і мала напряму вийти в еліту, оскільки перше місце знову посіло «Динамо-2», втім на наступний сезон було вирішено скоротити вищу лігу до 14 команд, тому «Черкаси» вдруге були позбавлені можливості дебютувати у найвищому дивізіоні країни.
Сезон 2000/01 року став останнім для тієї команди у Першій лізі, в якому вона посіла 16 місце і вилетіла до другого дивізіону, а після завершення наступного сезону команда взагалі припинила виступи серед професіональних клубів.
Відродження клубу почалось з січня 2003 року. Команда заявилась на аматорський чемпіонат України 2003 року, а перед сезоном 2003/04 років увійшла до Другої ліги, посівши в ньому лише 8 місце у своїй групі. Наступний же сезон запам'ятався вдалим виступом в Кубку України. Черкащани спочатку здолали першоліговий «Газовик-Скала» (2:0), потім вищоліговий «Чорноморець» 3:2 (в додатковий час), і лише у 1/8 фіналу в серії післяматчевих пенальті поступились сімферопольській «Таврії».
За підсумками сезону 2005/06 «Дніпро», після п'ятирічної перерви, повернувся до першої ліги. Успіх команди став можливим завдяки фінансовій підтримці Київської інвестиційної компанії «САС» і президента футбольного клубу Залялутдінова А. Р.
Згодом у клубу виникли проблеми з фінансами і 2008 року команда знову вилетіла до другої ліги, де 9 травня 2009 року, в день заснування, клуб зіграв свій останній матч. 15 і 20 травня 2009 року команда не з'явилася на календарні матчі чемпіонату. А 21 травня 2009 року рішенням Дисциплінарного комітету ПФЛ за повторну неявку на гру команда була виключена з ПФЛ і знята зі змагань.

### Відродження клубу (з 2018)
У 2010 році на базі команди створено новий клуб «Славутич» (Черкаси), який з 2014 року мав назву ФК «Черкаський Дніпро». Втім після того, як 2018 року «Черкаський Дніпро» повідомив про свій переїзд до Білозір'я та втратив місце у першій лізі чемпіонату України з футболу, у Черкасах не залишилось професіональної команди. В результаті у місті було створено нову (муніципальну) футбольну команду і на базі комунального підприємства «Центральний стадіон» (Черкаси) було створено спортивний клуб «Дніпро-Черкаси». Президентом спортивного клубу "Дніпро-Черкаси" став заступник міського голови Черкас Ігор Коломоєць. З урахуванням того, що спортивний клуб входить до структури КП "Центральний стадіон", то директором є Юрій Гончаров.
У сезоні 2019/20 років команда дебютувала у Чемпіонаті та кубку України з футболу серед аматорських команд, а на наступний сезон 2020/21 заявилась до другої ліги.

## Виступи команди по дивізіонах

### СРСР
- Перша ліга СРСР
  - 1958—1962 (як Клас «Б»)
- Друга ліга СРСР (зона УРСР)
  - 1963—1971 (як Клас «Б»), 1974, 1977—1984, 1988—1991 років
- Чемпіонат УРСР
  - 1955—1957, 1972—1973, 1975—1976, 1985—1987

### Україна
- Перша ліга України
  - 1992, 1993/94—2000/01, 2006/07—2007/08
- Друга ліга України
  - 1992/93, 2001/02, 2003/04—2005/06, 2008/09, 2020/21
- Чемпіонат України серед аматорів
  - 2003, 2019/20

## Статистика

### СРСР
У класі «Б» проведено 481 матч: 165 перемог, 156 нічиїх, 160 поразок, різниця м'ячів 469—476=-7. Найбільший успіх в класі «Б» — друге місце в зоні та шосте у фіналі (м.Сєверодонецьк) у 1967 році. Найгірший результат — 19-е місце у 1969 році. Найкращий бомбардир у класі «Б» — Володимир Ніконов — 54 м'ячі, він же і рекордсмен команди за один сезон — 21 м'яч (1963 рік). Перемога з найбільшим рахунком — 6:0 («Шахтар» Олександрія, 1967 рік), найвідчутніша поразка — 0:6 («Зірка» Кіровоград, 5 серпня 1961 року).
У другій лізі (зона УРСР) черкащани провели 632 матчі: 170 перемог, 162 нічиї, 300 поразок, різниця м'ячів 534—816=-282. Найкраще місце — 8 в сезоні 1982 року, найгірше — 26 в сезоні 1984 року. Найкращий бомбардир команди — Сергій Шевченко (35 м'ячів), він же рекордсмен за один сезон — 22 м'ячі (1988 рік). Сергій став і першим з черкаських футболістів, котрому вдалося забити відразу чотири голи за гру (20 липня 1988 року в Черкасах у грі проти Нафтовик (Охтирка) — 4:2). Найпереконливіша перемога у другій лізі одержана над армійцями Львова у 1981 році з рахунком 5:0, найбільшої поразки команда зазнала в Ужгороді у 1988 році від «Закарпаття» — 0:7.
Загалом у чемпіонатах СРСР черкащани провели 1113 матчів: 335 перемог, 318 нічиїх, 460 поразок, різниця м'ячів 1003—1292=-289. В Кубку СРСР проведено 22 матчі: 11 перемог, 3 нічиї, 8 поразок, різниця м'ячів 24-25=-1.
| Назва       | Сезон | Дивізіон              | Ігри | В  | Н  | П  | Голи  | О  | Місце | Бомбардир                                         | Кубок | Примітки                                                   |
| ----------- | ----- | --------------------- | ---- | -- | -- | -- | ----- | -- | ----- | ------------------------------------------------- | ----- | ---------------------------------------------------------- |
| Буревістник | 1955  | КФК УРСР, 2 зона      | 14   | 0  | 5  | 9  | 12—43 | 5  | 8     |                                                   |       | В першому колі виступало «Динамо» (Черкаси)                |
| Буревісник  | 1956  | КФК УРСР, 2 зона      | 14   | 10 | 1  | 3  | 24—13 | 21 | 2     |                                                   |       |                                                            |
| Колгоспник  | 1957  | КФК УРСР, 1 зона      | 10   | 2  | 6  | 2  | 17—14 | 10 | 2     |                                                   |       |                                                            |
| Колгоспник  | 1958  | Клас «Б», 2 зона      | 30   | 5  | 11 | 14 | 22—35 | 21 | 13    | Б. Соколов, М. Вульфович — по 3 голи              |       |                                                            |
| Колгоспник  | 1959  | Клас «Б», 2 зона      | 28   | 14 | 8  | 6  | 36—24 | 36 | 4     | Б. Соколов — 9 голів                              |       |                                                            |
| Колгоспник  | 1960  | Клас «Б», 1 зона УРСР | 32   | 8  | 10 | 14 | 31—46 | 26 | 12    | В. Мазаєв — 7 голів                               |       |                                                            |
| Колгоспник  | 1961  | Клас «Б», 1 зона УРСР | 34   | 9  | 10 | 15 | 25—47 | 28 | 16    | М. Вульфович — 5 голів                            |       |                                                            |
| Колгоспник  | 1962  | Клас «Б», 1 зона УРСР | 24   | 8  | 12 | 4  | 27—21 | 28 | 6     | Л. Яровий — 12 голів                              |       |                                                            |
| Колгоспник  | 1962  | фінал за 7—17 місця   | 10   | 5  | 3  | 2  | 19—13 | 13 | 8     |                                                   |       |                                                            |
| Колгоспник  | 1963  | Клас «Б», 1 зона УРСР | 38   | 19 | 8  | 11 | 50—35 | 46 | 6     | В. Ніконов — 21 гол                               |       |                                                            |
| Колгоспник  | 1963  | матчі за 11—12 місця  | 2    | 1  | 0  | 1  | 2—3   | 2  | 12    |                                                   |       |                                                            |
| Колгоспник  | 1964  | Клас «Б», 2 зона УРСР | 30   | 11 | 12 | 7  | 32—24 | 34 | 5     | Р. Аванесов, В Шаповалов, В. Ніконов — по 7 голів |       |                                                            |
| Колгоспник  | 1964  | фінал за 13—18 місця  | 10   | 4  | 3  | 3  | 8—6   | 11 | 15    |                                                   |       |                                                            |
| Колгоспник  | 1965  | Клас «Б», 1 зона УРСР | 30   | 10 | 10 | 10 | 30—30 | 30 | 8     | А. Андріяш, І. Прищепов — по 9 голів              |       |                                                            |
| Колгоспник  | 1965  | фінал за 19—24 місця  | 10   | 7  | 2  | 1  | 14—8  | 16 | 19    |                                                   |       |                                                            |
| Колгоспник  | 1966  | Клас «Б», 2 зона УРСР | 38   | 11 | 14 | 13 | 24—31 | 36 | 12    | А. Андріяш — 6 голів                              |       |                                                            |
| Колгоспник  | 1966  | матчі за 23—24 місця  | -    | -  | -  | +  | -     | 0  | 23    |                                                   |       | Команді «Колгоспник» зарахована технічна поразка за неявку |
| Дніпро      | 1967  | Клас «Б», 1 зона УРСР | 40   | 19 | 12 | 9  | 46—22 | 50 | 2     | В. Ніконов — 16 голів                             |       |                                                            |
| Дніпро      | 1967  | фінал УРСР            | 5    | 1  | 0  | 4  | 4—10  | 2  | 6     | В. Ніконов — 10 голів                             |       |                                                            |
| Дніпро      | 1968  | Клас «Б», 2 зона      | 40   | 10 | 15 | 15 | 33—41 | 35 | 16    | М. Любера — 5 голів                               |       |                                                            |
| Дніпро      | 1969  | Клас «Б», 1 зона УРСР | 40   | 8  | 13 | 19 | 21—36 | 29 | 19    | А. Попов, Д. Фетісов — по 10 голів                |       |                                                            |
| Дніпро      | 1970  | Клас «Б», 1 зона УРСР | 40   | 15 | 14 | 11 | 49—42 | 44 | 15    |                                                   |       |                                                            |
| Дніпро      | 1971  | Друга ліга, 1 зона    | 50   | 9  | 15 | 26 | 28—69 | 33 | 24    | А. Заскальний — 6 голів                           |       | Втрата статусу команди майстрів                            |
| Дніпро      | 1972  | КФК УРСР, 4 зона      | 14   | 4  | 3  | 7  | 9—15  | 11 | 6     |                                                   |       |                                                            |
| Граніт      | 1973  | КФК УРСР, 4 зона      | 14   | 11 | 2  | 1  | 27—7  | 24 | 1     | Ю. Резник — 11 голів                              |       |                                                            |
| Граніт      | 1973  | Фінал КФК УРСР        | 4    | 3  | 1  | 0  | 8—3   | 7  | 1     |                                                   |       | Вихід в другу лігу                                         |
| Граніт      | 1974  | Друга ліга, 6 зона    | 38   | 9  | 10 | 13 | 32—49 | 34 | 16    | В. Кільдяков — 16 голів                           |       | Команда розформована                                       |
| Дніпро      | 1975  | КФК УРСР, 3 зона      | 12   | 0  | 2  | 10 | 9—25  | 2  | 7     |                                                   |       |                                                            |
| Дніпро      | 1976  | КФК УРСР, 3 зона      | 20   | 4  | 4  | 12 | 20—37 | 12 | 9     |                                                   |       |                                                            |
| Дніпро      | 1977  | Друга ліга, 2 зона    | 44   | 8  | 10 | 26 | 26—69 | 26 | 23    | В. Родіонов — 10 голів                            |       |                                                            |
| Дніпро      | 1978  | Друга ліга, 2 зона    | 44   | 11 | 12 | 21 | 29—53 | 34 | 18    | В. Антонюк — 5 голів                              |       |                                                            |
| Дніпро      | 1979  | Друга ліга, 2 зона    | 46   | 14 | 13 | 19 | 38—49 | 41 | 14    | Ф. Матюшевський — 10 голів                        |       |                                                            |
| Дніпро      | 1980  | Друга ліга, 5 зона    | 44   | 13 | 9  | 22 | 43—50 | 35 | 17    | І. Гладкий — 9 голов                              |       |                                                            |
| Дніпро      | 1981  | Друга ліга, 5 зона    | 44   | 13 | 11 | 20 | 44—55 | 37 | 20    | Н. Тимофеєв — 7 голів                             |       |                                                            |
| Дніпро      | 1982  | Друга ліга, 6 зона    | 46   | 21 | 12 | 13 | 54—42 | 54 | 8     | М. Шпак — 12 голів                                |       |                                                            |
| Дніпро      | 1983  | Друга ліга, 6 зона    | 50   | 13 | 13 | 24 | 35—61 | 39 | 25    | С Глизенко — 9 голів                              |       |                                                            |
| Дніпро      | 1984  | Друга ліга, 6 зона    | 38   | 3  | 9  | 26 | 11—55 | 15 | 26    | О. Лисковець, С. Глизенко — по 3 голи             |       | Втрата статусу команди майстрів                            |
| Дніпро      | 1985  | КФК УРСР, 4 зона      | 14   | 3  | 5  | 6  | 11—29 | 11 | 5     |                                                   |       |                                                            |
| Дніпро      | 1986  | КФК УРСР, 3 зона      | 16   | 3  | 3  | 10 | 14—30 | 9  | 8     |                                                   |       |                                                            |
| Дніпро      | 1987  | КФК УРСР, 3 зона      | 16   | 12 | 1  | 3  | 35—10 | 25 | 1     | С. Шевченко — 16 голів                            |       |                                                            |
| Дніпро      | 1987  | Фінал КФК УРСР        | 5    | 4  | 1  | 0  | 10—2  | 9  | 1     |                                                   |       | Вихід в другу лігу                                         |
| Дніпро      | 1988  | Друга ліга, 6 зона    | 50   | 16 | 9  | 25 | 57—77 | 41 | 22    | С. Шевченко — 22 голи                             |       |                                                            |
| Дніпро      | 1989  | Друга ліга, 6 зона    | 52   | 15 | 16 | 21 | 64—79 | 46 | 17    | Ю. Смагін — 15 голів                              |       |                                                            |
| Дніпро      | 1990  | Друга ліга, 1 зона    | 36   | 8  | 7  | 21 | 26—48 | 23 | 16    | М. Липинський — 6 голів                           |       |                                                            |
| Дніпро      | 1991  | Друга ліга, 1 зона    | 50   | 17 | 10 | 23 | 47—59 | 44 | 18    | С. Матвіїв — 15 голів                             |       |                                                            |

### Україна
У першій лізі черкащани провели 342 матчі: 130 перемог, 60 нічиїх, 152 поразки, різниця м'ячів 385—451=-66. Найкращий бомбардир команди — Олег Грицай (60 м'ячів), він же є й рекордсменом за один сезон — 22 м'ячі (1997/98 роки). Найпереконливіша перемога у першій лізі одержана над полтавською «Ворсклою» у 1994 році з рахунком 7:0, найболючішої поразки команда зазнала 1996 року в Алчевську від «Сталі» — 0:11.
За чотири сезони в другій лізі черкащани зіграли 130 матчів: 64 перемоги, 28 нічиїх, 38 поразок, різниця м'ячів 196—124=+72. В Кубку України проведено 30 матчів: 11 перемог, 7 нічиїх, 12 поразок, різниця м'ячів 44-42=+2.
Улюбленцем черкаських вболівальників футболу впродовж багатьох років залишається Іван Яремчук (заслужений майстер спорту, півзахисник київського «Динамо» та збірної СРСР), адже він протягом 1979—1982 років провів у складі черкащан 131 матч та забив 13 м'ячів. У різні роки з командою працювали відомі спеціалісти: мс А. Д. Лерман, мс В. М. Гребер, мс, зтр. України М. К. Заворотний, мсмк В. Г. Хмельницький, мс, зтр. України О. М. Молотай, мс, зтр. України В. С. Жилін, мс, зтр. України В. О. Лукашенко, мс, зтр. України В. В. Першин, змс В. Ф. Мунтян та інші.
| Назва   | Сезон     | Дивізіон            | Ігри | В  | Н  | П  | Голи  | О        | Місце | Бомбардир                                      | Кубок       | Примітки                                 |
| ------- | --------- | ------------------- | ---- | -- | -- | -- | ----- | -------- | ----- | ---------------------------------------------- | ----------- | ---------------------------------------- |
| Дніпро  | 1992      | перша ліга          | 26   | 9  | 4  | 13 | 22—27 | 22       | 12    | Олександр Осташов — 7 голів                    | 1/32 фіналу | Виліт в другу лігу                       |
| Дніпро  | 1992/1993 | друга ліга          | 34   | 20 | 9  | 5  | 59—33 | 49       | 1     | С. Матвіїв — 20 голів                          | 1/64 фіналу | Вихід в першу лігу                       |
| Дніпро  | 1993/1994 | перша ліга          | 38   | 19 | 7  | 12 | 56—39 | 45       | 6     | Олександр Осташов — 18 голів                   | 1/32 фіналу |                                          |
| Дніпро  | 1994/1995 | перша ліга          | 42   | 11 | 8  | 23 | 32—48 | 41       | 20    | Віталій Кобзар — 6 голів                       | 1/64 фіналу |                                          |
| Дніпро  | 1995/1996 | перша ліга          | 42   | 6  | 4  | 32 | 26—91 | 22       | 20    | Сергій Гулий — 5 голів                         | 1/32 фіналу |                                          |
| Дніпро  | 1996/1997 | перша ліга          | 46   | 16 | 7  | 23 | 46—78 | 55       | 17    | Ю. Бакалов, О. Грицай, О. Микуляк — по 6 голів | 1/64 фіналу |                                          |
| Черкаси | 1997/1998 | перша ліга          | 42   | 19 | 11 | 12 | 51—41 | 68       | 7     | Олег Грицай — 22 голи                          | 1/64 фіналу |                                          |
| Черкаси | 1998/1999 | перша ліга          | 38   | 24 | 4  | 10 | 68—42 | 76       | 4     | Олег Грицай — 19 голів                         | 1/16 фіналу |                                          |
| Черкаси | 1999/2000 | перша ліга          | 34   | 17 | 8  | 9  | 48—34 | 59       | 3     | Олег Грицай — 13 голів                         | 1/16 фіналу |                                          |
| Черкаси | 2000/2001 | перша ліга          | 34   | 9  | 7  | 18 | 35—51 | 34       | 16    | Валентин Горкун — 5 голів                      | 1/16 фіналу | Виліт в другу лігу                       |
| Черкаси | 2001/2002 | друга ліга, група Б | 34   | 14 | 6  | 14 | 49—36 | 48       | 11    | Вячеслав Кудря — 13 голів                      | 1/32 фіналу |                                          |
| Черкаси | 2003      | ААФУ, група 3       | 8    | 6  | 1  | 1  | 17−6  | 19       | 2     | ?                                              | —           |                                          |
| Черкаси | 2003/2004 | друга ліга, група Б | 30   | 11 | 7  | 12 | 40—40 | 40       | 8     | Олександр Ковпак — 11 голів                    | 1/32 фіналу |                                          |
| Дніпро  | 2004/2005 | друга ліга, група В | 28   | 20 | 5  | 3  | 48—15 | 65       | 3     | Руслан Качур — 10 голів                        | 1/8 фіналу  |                                          |
| Дніпро  | 2005/2006 | друга ліга, група В | 28   | 18 | 3  | 3  | 49—22 | 57       | 1     | Роман Поліщук — 12 голів                       | 1/16 фіналу | вихід в першу лігу                       |
| Дніпро  | 2006/2007 | перша ліга          | 36   | 10 | 9  | 17 | 31—46 | 39       | 15    | Роман Поліщук — 11 голів                       | 1/16 фіналу |                                          |
| Дніпро  | 2007/2008 | перша ліга          | 38   | 8  | 17 | 13 | 43—43 | 35 (— 6) | 18    | Петро Кондратюк — 7 голов                      | 1/32 фіналу | Виліт в другу лігу                       |
| Дніпро  | 2008/2009 | друга ліга, група А | 32   | 17 | 5  | 10 | 37—20 | 50 (— 6) | 7     | Антон Крамар — 6 голів                         | 1/64 фіналу | після 28 туру команда знялась зі змагань |

## Досягнення
- Бронзова нагорода у Чемпіонаті України з футболу серед команд І ліги у сезоні 1999/2000 років.
- Учасник перехідного матчу за право грати у вищій Лізі — («Прикарпаття» Івано-Франківськ 1:3 , 10 липня 1999 року).
- Учасник фіналу найсильніших команд класу «Б» в 1967 році (6 місце).
- Переможець змагань серед команд 2 ліги у сезоні 1992/1993 и 2005/06 років.
- Переможець IV Міжнародних ігор сільських команд соціалістичних країн в Болгарії (1959 рік).
- Півфіналіст Кубку 25-річчя визволення України від німецько-фашистських загарбників (1969 рік).
- Найкраще досягнення в Кубку України — 1/8 фіналу — («Таврія» Сімферополь 1:1 , пен. 4:5 , 12 вересня 2004 року).
- Найкраще досягнення в Кубку СРСР — 1/16 фіналу — («Зеніт» Ленінград 0:1, 9 вересня 1961 року).
- Чемпіон України серед аматорів 1973 і 1987 років.
- Учасник першостей України серед аматорів 1955—1957, 1972—1973, 1985—1987, 2003 років.
- Найпереконливіша перемога в статусі команди майстрів: 7:0 над «Ворсклою» (29 квітня 1994 року) та «Оболонню-2» (21 жовтня 2001 року).

## Рекорди

### Найдовші домашні безпрограшні серії у матчах чемпіонатів
| # | Кількість матчів | Тривалість                    | Чемпіонат |
| - | ---------------- | ----------------------------- | --- |
| 1 | 22 матчі         | 21.06.1992 р. — 19.08.1993 р. | Перша ліга (21.06.1992 р. — 29.06.1992 р.) + Друга ліга (17.08.1992 р. — 22.06.1993 р.) + Перша ліга (15.08.1993 р. — 19.08.1993 р.) |
| 2 | 21 матч          | 06.05.1964 р. — 30.05.1965 р  | Клас «Б» |
| 3 | 19 матчів        | 01.11.1966 р. — 21.09.1967 р. | Клас «Б» |

### Наймолодші автори голів
| # | Вік                         | Гравець           | Дата голу      | Матч                                     |
| - | --------------------------- | ----------------- | -------------- | ---------------------------------------- |
| 1 | 17 років 2 місяці           | Олександр Балашов | 11 жовтня 1982 | Дніпро (Черкаси) — Шахтар (Горлівка) 2:0 |
| 2 | 17 років 5 місяців 2 дні    | Віталій Лисенко   | 5 квітня 2002  | ФК Черкаси — Чайка-ВМС (Севастополь) 3:0 |
| 3 | 17 років 5 місяців 30 днів  | Олег Рудько       | 27 квітня 1982 | Дніпро (Черкаси) — Торпедо (Луцьк) 3:2   |
| 4 | 17 років 8 місяців 9 днів   | Олександр Піскун  | 8 квітня 1981  | Дніпро (Черкаси) — Нива (Вінниця) 1:1    |
| 5 | 17 років 10 місяців 13 днів | Валентин Горкун   | 2 червня 2000  | Чорноморець-2 (Одеса) — ФК Черкаси 0:1   |

Примітки:
- Відсутні повні статистичні дані виступу клубу в 60-х роках 20-го століття, а тому наведена таблиця, можливо, потребуватиме корекції (з другої по п'яту позиції)
- Наймолодшим дебютантом клубу є Віталій Лисенко, який уперше вийшов на поле в день свого 16-річчя

## Відомі гравці
- Яремчук Іван (1979—1982)
- Грицай Олександр (1997—1999)
- Грицай Олег (1994—1995, 1997—1999, 2003)
- Білозор Сергій (1996—2000)
- Ковпак Олександр (2003—2005)
- Косирін Олександр (1998—1999)
- Поліщук Роман (1996—2001, 2003, 2005—2008)

## Президенти

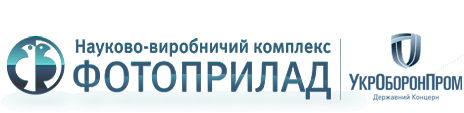
Фотоприлад

- 1967–1991 Оборонний завод «Фотоприлад»[15]
- 1992–1994 Григорій Коломієць (виробничо-комерційна фірма «Черкаський бізнес-центр»)[15]
- 1995–1996 державне підприємство ДКП ФК «Дніпро»[15]
- 1996–2001 Олександр Гуринович (Черкаський м’ясокомбінат)[15]
- 2005–2009 Альберт Залялутдінов (київська фірма САС)[15][16][17]
- 2018– Ігор Коломоєць (структура КП "Центральний стадіон")

### Шановані Президенти
- 2008–2009[18] Олександр Черевко

## Емблеми

Емблема (2004—2009)
Емблема (1997—2004)